# Microrregión de Río Preto da Eva
La microrregión de Rio Preto da Eva es una de las microrregiones del estado brasileño de Amazonas perteneciente a la mesorregión del Centro Amazonense. Está dividida en dos municipios.

## Municipios
- Presidente Figueiredo
- Rio Preto da Eva.

- Datos: Q2369305